# IC 2903
IC 2903 ist eine Spiralgalaxie vom Hubble-Typ S im Sternbild Löwe an der Ekliptik. Sie ist schätzungsweise 1060 Millionen Lichtjahre von der Milchstraße entfernt.
Das Objekt wurde am 27. März 1906 von Max Wolf entdeckt.